# Труханов, Сергей Кириллович
Серге́й Кири́ллович Труха́нов (18 апреля 1961, Москва — 3 июля 2017, Белмонт, Массачусетс) — композитор, автор и исполнитель песен на стихи классиков и современных поэтов.

## Биография
Окончил физический факультет МГУ. Работал художником-оформителем (графическим дизайнером). Написал более 400 песен на стихи классиков и современных поэтов. Исполнял песни, аккомпанируя себе на 6-струнной гитаре. Участвовал в творческих коллективах, выступал на фестивалях, конкурсах. Лауреат 3-го Всесоюзного конкурса авторской песни (Киев, 1990). Лауреат, а впоследствии член жюри Грушинского фестиваля (1994), Московского конкурса АП, фестиваля «Петербургский аккорд» (2002). Выступал с концертами в Москве и других городах России, неоднократно был с гастролями в США, Швейцарии, Франции, Германии. Песни С. Труханова исполняют коллеги по жанру (Ольга Чикина, Павел Фахртдинов, Елена Фролова).
Умер 3 июля 2017 года после продолжительной болезни.

## Дискография
- 2002 — С полной жизни…[8]
- 2010 — Большая московская колыбельная
- 2012 — Песни потерпевшего кораблекрушение[9]